# Vadász Ferenc
Vadász Ferenc (Komárom, 1916. június 22. – Budapest, 2009. július 21.) József Attila-díjas magyar író, újságíró.

## Életpályája
Szülei Vadász Oszkár és Weinman Ilona voltak. 1934-től ifjúmunkás; levelezőként tudósításokat írt a csallóközi munkások és parasztok életéről. 1936–1938 között a szlovákiai Magyar Nap tudósítója volt. 1939–1945 között börtönben, valamint internáló- és koncentrációs táborban volt. 1945–1948 között Kecskeméten a MKP- és MDP tisztségekben dolgozott. 1947-ben házasságot kötött Kecskeméten Sudár Vilmával (1914–1994). 1949–1950-ben a Szabad Nép munkatársa volt. 1950–1957 között a MÚOSZ főtitkára volt. 1957–1959 között az Esti Hírlap főszerkesztő-helyettese volt. 1959–1984 között a Népszabadság rovatvezetőjeként dolgozott. 1984-ben nyugdíjba vonult.
A budapesti Farkasréti temetőben búcsúztatták.

## Művei
- Szeged, Csillagbörtön (önéletrajzi regény, 1949)
- A harcnak nincs vége (ifjúsági regény, 1952)
- Obrád Radojevics küldetése (elbeszélés, 1952)
- Harcunk a magyar pokollal (emlékezés, 1961)
- Ketten a Remete utcából (önéletrajzi regény, 1962, 1979)
- Hajdúsági krónika (1965)
- A tizenharmadik tél (regény, 1966)
- A nagy optimista, Sollner József életregénye (1967)
- Megáll a szél (önéletrajzi regény, 1968)
- Föld alól a fénybe, Skolnik József életregénye (1969)
- Tenyérnyi ég, Schönherz Zoltán életregénye (1970, szlovákul: 1974, csehül: 1979)
- Ma mások halnak meg (regény, 1972)
- Legenda nélkül. Száz partizán és ellenálló története (1975)
- A védő (dokumentumregény, 1975)
- Karolina, negyvenkilenc szeptember (önéletrajzi regény, 1976)
- Küzdtünk híven. Berzeviczy Gizella, Martos Flóra, Braun Éva élete és politikai pályája (1978)
- Csorba Mária, Hámán Kató, Bagi Ilona élete és politikai pályája (Komáromi Magdával és Vida Sándorral, 1979)
- Nyugtalanságok nyara (önéletrajzi regény, 1979)
- Megáll a szél. – Karolina, negyvenkilenc szeptember. – Nyugtalanságok nyara (regény-trilógia, 1982)
- A statárium fiai (regény, 1985)
- Megtörténhetett?; Tízes Kft., Budapest, 1994
- A véres huszadik; Budakönyvek, Budapest, 1998

## Díjai, elismerései
- Miniszterelnöki Elismerő Okirat (1948)
- A Munka Érdemrend ezüst fokozata (1954)
- Magyar Partizán Emlékérem (1955)
- Kiváló Szolgálatért Érdemérem (1955)
- Szocialista Munkáért Érdemérem (1955)
- Szocialista Hazáért érdemrend (1967)
- A Haza Szolgálatáért Érdemérem arany fokozata (1968)
- A Munka Érdemrend arany fokozata (1970)
- Felszabadulási Jubileumi Emlékérem (1970)
- SZOT Művészeti Díj (1971)
- Szocialista Magyarországért érdemrend (1976)
- József Attila-díj (1976)
- Rózsa Ferenc-díj (1981)
- A Munka Vörös Zászló Érdemrendje (1984)
- Demény Pál-emlékérem (1999)